# 堀込征雄
堀込 征雄（ほりごめ いくお、1942年〈昭和17年〉2月5日 ‐ 2025年〈令和7年〉3月6日）は、日本の政治家。位階は従四位。元衆議院議員（5期）。

## 概要
長野県上田高等学校及び中央大学法学部卒業。1990年（平成2年）2月の第39回衆議院議員総選挙で旧長野2区から社会党公認で初当選。社会党時代は右派に属し、政治改革に取り組んだ。
政治改革関連法が成立し小選挙区が導入され元首相の羽田孜と同じ選挙区となったことや、1994年（平成6年）6月29日首班指名選挙で党議に反し党中央執行委員長村山富市ではなく旧連立与党側の海部俊樹に投票するなど自社さ連立に否定的だったため、日本社会党を離党しようとして逆に除名。新進党に所属した。その後は羽田の側近として太陽党、民政党、民主党と行動を供にした。1999年（平成11年）7月、衆院本会議で国旗及び国歌に関する法律に賛成票を投じた。
第44回衆議院議員総選挙で落選後の2007年（平成19年）、後進に道を譲るとして次期総選挙には立候補せず、政界から引退することを表明した。地盤は公募候補である矢崎公二が受け継いだ。引退後は民主党や民進党で長野県連顧問を務めた。2012年（平成24年）春の叙勲で旭日中綬章を受章した。
2025年（令和7年）3月6日17時41分、肺炎のため、長野県上田市の国立病院機構信州上田医療センターで死去した。83歳没。死没日付をもって従四位に叙された。

## 略歴

### 経歴
- 1967年
  - 長野県経済農業協同組合連合会（現：JA全農長野）勤務。
- 1976年
  - 長野県農団労（長野県農林漁業団体職員労働組合）委員長就任。
- 1983年
  - 長野県労働組合評議会（長野県評）副議長就任。

### 政歴
- 1990年
  - 2月18日　第39回衆議院議員総選挙（旧長野2区・日本社会党公認）当選。
- 1991年
  - 9月12日　社会党シャドーキャビネット農林政務次官就任。
- 1993年
  - 7月18日　第40回衆議院議員総選挙（旧長野2区・社会党公認）2期目当選、41,246票。
- 1995年
  - 社会党離党（除名処分）、新進党入党。
- 1996年
  - 10月20日　第41回衆議院議員総選挙（北陸信越ブロック・新進党公認）3期目当選。
  - 新進党離党、太陽党結成。
- 1998年
  - 太陽党解散、民政党結成。
  - 民政党解散、民主党結成。
- 2000年
  - 6月25日　第42回衆議院議員総選挙（北陸信越ブロック・民主党公認）4期目当選。
- 2001年
- 1月　衆議院農林水産委員長就任。
- 2003年
  - 11月9日　第43回衆議院議員総選挙（北陸信越ブロック・民主党公認）5期目当選（比例復活）。
- 2004年
- 4月　衆議院災害対策特別委員長就任。
- 2005年
  - 9月11日　第44回衆議院議員総選挙（長野4区・民主党公認）落選。